# Gestaltung der Betreuung von Menschen mit Behinderung
Der Begriff Gestaltung der Betreuung von Menschen mit Behinderung (GBM) beschreibt ein Gesamtkonzept, das die Planung und Organisation bedarfsorientierter Dienstleistung zum Ziel hat und vorwiegend im Bereich der Behindertenhilfe eingesetzt wird. Die Grundlage des Verfahrens bildet die Erhebung des individuellen Assistenzbedarfs (need(s) assessment) und ein Konzept der strategischen Steuerung professioneller und ehrenamtlicher Hilfesysteme mit dem Ziel bedarfsorientierter Dienstleistung im Sinn des Controllings und des Qualitätsmanagements (nach der ISO 9001).
GBM wird vom Bundesverband evangelische Behindertenhilfe (BeB) seinen Mitgliedseinrichtungen für die Arbeit mit Menschen mit Behinderung empfohlen, findet aber auch in Einrichtungen und Diensten anderer Verbände unter der Bezeichnung Planung und Organisation in Betreuung und Assistenz (POB&A) Anwendung. Autor des 1989 entwickelten Verfahrens ist Werner Haisch, Professor für Psychologie an der Katholischen Stiftungsfachhochschule München, der es auch fortentwickelt. (Seinem Sprachgebrauch entsprechend werden Begriffe wie „Betreuung“, „Assistenz“ und „Unterstützung“ nachfolgend synonym verwendet.)
Das Bundesministerium für Familie, Senioren, Frauen und Jugend (BMFSFJ) sieht darin hauptsächlich ein Verfahren zur Personalbemessung, während Einrichtungen und Dienste, die damit arbeiten, die Fachlichkeit und die Betreuungsqualität, die das Verfahren möglich macht, in den Vordergrund stellen.
Das GBM ist eines der ersten Verfahren, das versucht, die notwendige Kooperation von professionellen oder auch ehrenamtlichen Dienstleistern über verallgemeinerbare und diskussionsfähige fachwissenschaftliche Kriterien für individuellen Bedarf und bedarfsorientierte Dienstleistung zu ermöglichen. Ziel dabei ist eine Planung und Organisation pflegerischer und sozialer Dienstleistung, die sich am individuellen Bedarf des Menschen orientiert, der von Hilfe abhängig ist. Diese Arbeit kann stattfinden z. B. in einem Heim, in Wohngruppen oder in selbständigen, ambulant betreuten Wohnformen, aber auch in Tagesstätten, Förderstätten, Werkstätten u. a. Jährlich findet ein internationales Treffen der GBM- und POB&A-Anwender statt. Zurzeit wird dieses Verfahren in unterschiedlichem Umfang bei einer großen Anzahl von Menschen mit Behinderung in allen Formen von Betreuungseinrichtungen in Deutschland und in kleinerem Umfang in der Schweiz angewendet.

## Elemente des Verfahrens
Da Haisch mit dem Verfahren eine Verbindung zwischen Pädagogik und Betriebswirtschaft in der Arbeit für Menschen mit Behinderungen herstellen wollte, kommen Begriffe zur Anwendung, die vielen Pädagogen fremd sind, weil sie der Wirtschaftslehre wie auch dem Sport bzw. dem Militärwesen entliehen sind, um die Organisation eines großen Betriebes oder sozialen Gefüges auf verschiedenen Ebenen zu beschreiben, wobei die Begriffe bereits erweitert und für den jeweiligen Zweck ergänzt wurden.
So ist mit „Operation“ nicht nur im Militärwesen ein Vorgehen „im Feld“ gemeint, mit dem ein praktisches Ziel erreicht werden soll, sondern auch beim Sport (beim Fußball der Angriff auf das gegnerische Tor oder die „Operation Weltmeisterschaft“). Im Bereich der Betriebswirtschaftslehre spricht man dabei von „operativem Geschäft“, das bei sozialen Institutionen aus der Dienstleistung besteht, die für eine bestimmte Zielgruppe erbracht wird. „Taktik“ ist die vorausschauende Planung des Vorgehens unter Berücksichtigung möglicher alternativer Bedingungen (wer unter spezifischen Bedingungen nach vorne läuft und wer die Abwehr stellt) und „Strategie“ betrifft die langfristige Ausrichtung der gesamten Organisation auf das Ziel.
Das GBM besteht aus einem umfangreichen konzeptionellen, methodischen und technischen Instrumentarium, das dazu dient, die Planung und Organisation der Arbeit in Betreuung und Assistenz bedarfsorientiert zu gestalten.
- Der individuelle Bedarf des betreuten Menschen stellt den Standard dar, von dem so wenig wie möglich abgewichen werden soll – den Sollwert. Um ihn zu erheben, wird immer wieder sein Bedarf an Assistenz- (Unterstützungs-) und Betreuungsleistungen abgefragt. Diese Erhebung geschieht über einen teilstandardisierten Fragebogen (FIL – Fragebogen zur individuellen Lebensführung von Menschen mit Behinderungen), der eine Liste der möglichen Erscheinungsbilder der Klientel in verschiedenen Lebensbereichen enthält: z. B. im Leistungsbereich Pflege/Selbstpflege (Körperpflege, Toilette, Mobilität usw.), im Bereich Beschäftigung/Lebensführung (Bewegung, Betätigung, Gewohnheit usw.). Protokolliert wird dabei die Auswahl der – auf eine Person zutreffenden – Erscheinungsbilder.[15] In die Erhebung des individuellen Bedarfs darf keine Vorentscheidung darüber einfließen, wie der Bedarf letztendlich befriedigt werden soll (z. B. mit welcher Leistung, in welcher Wohnform, in welchem Assistenzsystem); die Beteiligung der Person selbst ist unverzichtbar und wird ermöglicht durch Methoden der Erhebung/des Interviews, v. a. durch Konzepte „in leichter Sprache“ oder durch „stellvertretende Artikulation“ von Bedürfnissen.[16]
- Konzeptionell begründetes Leistungsangebot:  Den Erscheinungsbildern, die über die Bedarfserhebung für eine Person ermittelt wurden, können (über MIB: Matrix des individuellen Betreuungsbedarfs)[17] typisierte Leistungen zugeordnet werden. Diese Leistungsbeschreibungen repräsentieren den spezifischen Standard der Dienstleistung, den der Betrieb/das Hilfesystem (bzw. die Abteilung) für das jeweilige Erscheinungsbild als angemessen und realisierbar betrachtet. Sie müssen sich als bedarfsgerechte Leistungen begründen lassen und geben allgemein beschriebene Möglichkeiten der Bedarfsdeckung an, die erst in der operativen Assistenzplanung (siehe unten) auf den individuellen Einzelfall bezogen und konkretisiert werden.
- Ganzheitliche Assistenzplanung: Aus der Menge der zugeordneten, auf allgemeiner Grundlage entworfenen (typisierten) Leistungen wird mit jeder Person ein individueller, ganzheitlicher Betreuungs- bzw. Assistenzplan entworfen: Die praktische Ausführung der typisierten Leistungen soll am individuellen Bedarf orientiert dargestellt werden, entsprechend der Leistungsstandards (Sollwerte, siehe oben), die der Hilfeleister erfüllen kann und will (Wer? Wo? Wann? Mit welchen Mitteln, in welchen Kooperationsverhältnissen? usw.). So entsteht der Förder- oder Betreuungsplan (der betriebswirtschaftlich als operativer Plan bezeichnet werden kann) seitens der Einrichtung, der mit spezifischen Dokumentations- und Evaluationsaufgaben ausgestattet ist und von Seiten des Kostenträgers als Hilfeplan betrachtet werden kann.
- Dokumentation und Fortschreibung der Planung:  In der Durchführung des Assistenzplans über kontinuierliche Dokumentation der Leistungen und der Rückmeldung durch die bedürftige Person selbst wird die Planung – auch im Sinne des Qualitätsmanagements – fortgeschrieben. Dieses Verfahren ermöglicht immer wieder neu eine „Null-Punkt-Planung“, indem es die bisherigen Formen der Assistenzleistungen gemessen am individuellen Bedarf kontinuierlich und grundsätzlich in Frage stellt.
- Strategische betriebliche Planung und Organisation:  Parallel zu den Sollwerten des individuellen Bedarfs (siehe oben) werden kontinuierlich Istwerte des tatsächlich erbrachten Aufwands an Assistenz- und Betreuungsleistungen über einen Fragebogen zur Arbeitsorganisation (FAO/FOB; Fragebogen zur Arbeitsorganisation/Fragebogen zur Organisation der Betreuung) erhoben, die im Sinne eines betrieblichen Controllings einen kritischen Ist-Soll-Vergleich ermöglichen und die Datenbasis liefern für weitere Personalplanung und Organisationsentwicklung (z. B. über den Vergleich von Kennzahlen im Benchmarking).

Jedes der oben genannten Elemente kann und muss für die speziellen Bedarfslagen der jeweiligen Zielgruppe, die betreut werden soll, und für die Zielsetzung sowie Möglichkeiten des Hilfesystems, das die Hilfe erbringt, angepasst bzw. neu entworfen werden.
Das Verfahren der Bedarfserhebung, der individuellen Hilfeplanung und der arbeitsorganisatorischen Umsetzung der Hilfen verfügt nicht nur über einen reflektierten Bedarfsbegriff (siehe nächsten Abschnitt), sondern auch über eine systematische Begründung der grundlegenden Bedarfe eines Menschen im Prozess des Entwickelns, des Lernens und der Lebensführung. Dazu liefert das „Modell der Lebensformen“ Begründungen, die allen Beteiligten zugänglich gemacht werden können und daher auch diskutierbar sind – insbesondere natürlich für die Mitarbeiter an der Basis und für den unterstützungsbedürftigen Menschen selbst. Daher müssen diese Begründungen auch in „leichter Sprache“ formuliert werden (siehe z. B. Liedel, Volker). Dies ermöglicht zudem eine begründete Zustimmung bzw. Ablehnung des Verfahrens bzw. seiner einzelnen methodischen Schritte und theoretischen Annahmen. Überdies schafft eine solche grundlegende Qualifikation die notwendige Flexibilität in der Unterscheidung der individuellen Bedarfslagen ebenso wie in der individuellen Konzeption unterschiedlicher Leistungen – gegen den Schematismus und die Normierung, zu der ein solch systematisiertes Verfahren in der Praxis verleiten könnte.

## Bedarf in abhängiger Lebensführung
Der konzeptionelle Kern des Verfahrens ist für Haisch der Bedarfsbegriff. Er unterscheidet dabei „individuelles Bedürfnis“ und „individuellen Bedarf“ als die Sollwerte der Planung und Organisation.

### Bedürfnis: Abhängigkeit von gesellschaftlichen Ressourcen
Nur, wer bereits einmal am Meer, im Schwimmbad oder an einem See war, wird sagen können, wohin er lieber zum Baden geht. Nur nach dem, was man schon erlebt oder erfahren hat, wird sich notwendigerweise ein spezifisches, d. h. subjektives Bedürfnis entwickeln. Das Bedürfnis versteht Haisch darum als Ausdruck der individuellen Abhängigkeit einer Person von einem Produkt bzw. von einer Dienstleistung, die eine Gesellschaft bietet: womit sich die Person ernährt, womit sie sich kleidet, wie sie wohnt, welche Gesellschaft sie bevorzugt usw. In all dem hat die Person im Lauf ihrer Sozialisation ihre Auswahl unter den verfügbaren Produkten, sozialen Beziehungen und Dienstleistungen getroffen und beibehalten.
Da die Grundlage dafür ist, wie der Mensch bisher an dem, was eine Gesellschaft bietet teilhaben und teilnehmen konnte, kann er nur selbst ausreichend Auskunft geben ob und warum er ein Bedürfnis nach etwas hat.
„Selbständigkeit“ erweist sich dabei nicht als sachgerechtes Ideal um auszudrücken, was ein Mensch können sollte: die Abhängigkeit von den gesellschaftlichen Mitteln und Möglichkeiten ist für jeden Menschen grundlegend und unausweichlich. Insofern ist kein Mensch „selbständig“. Den sogenannten selbständigen Menschen unterscheidet vom unselbständigen nur die Selbstverständlichkeit in der Verfügung über gesellschaftliche Ressourcen: der „Selbständige“ kann mit gesellschaftlichen Ressourcen rechnen (weil er z. B. die notwendigen finanziellen Mittel besitzt, um von den Bergen ans Meer zu fahren), dem „Unselbständigen“ wird deren Verfügbarkeit auf Dauer in Frage gestellt bzw. bestritten – als Mensch mit Behinderung z. B., der möglicherweise dauerhaft in Armut lebt und in direkter Form vom Willen und den Mitteln anderer abhängig ist (weil er Hilfe benötigt, um an den Strand zu kommen).
„Selbständigkeit“ ist daher das Ergebnis eines gesellschaftlichen Verhältnisses, das neben den individuellen Absichten und Wünschen („Wollen“), neben den individuellen Fertigkeiten und Kenntnissen („Können“) entscheidend davon abhängt, ob der Person auch die (äußeren) Ressourcen zur Verfügung stehen, ihre Absichten in die Tat umzusetzen („Verfügen“).

### Bedarf: Begründung und Anerkennung
Dem Anspruch der Person auf gesellschaftliche Produkte und Dienstleistungen, der unausweichlich dem Bedürfnis entspringt, steht eine gesellschaftliche Forderung an die Person gegenüber: Das Bedürfnis soll als Bedarf begründet werden. Dem individuellen Anspruch auf Bedürfnisbefriedigung soll damit allgemeine „Gültigkeit“ verliehen werden. Dieser Forderung kommt die Person nach, wenn es ihr gelingt, das eigene Bedürfnis als eine besondere Form dessen nachzuweisen, was auch die anderen – wenn auch in anderen individuellen Formen – wollen. Bedürfnisse mit selbstverletzenden oder fremdschädigenden Konsequenzen, z. B. in der Sucht, halten diesem Nachweis nicht Stand. Die Bedarfsbegründung stößt aber auf besondere Schwierigkeiten, wenn die bedürftige Person nicht in der Lage ist, sie selbst zum Ausdruck zu bringen. Stellvertretende Bedarfsbegründung (durch Freunde, Verwandte, Experten) kann das Bedürfnis nur indirekt erschließen.
Am Ende entscheiden Ämter, Behörden (Kostenträger) oder der Gesetzgeber, ob die Bedarfsbegründung akzeptiert oder zurückgewiesen wird: wenn ein Bedürfnis zwar begründbar, d. h. von allen anderen „nachvollziehbar“ ist, aber aus – im weitesten Sinne – sozialpolitischen Gründen nicht anerkannt wird. Die Gültigkeit des Anspruchs, der im Bedürfnis liegt, wird dabei – ganz unabhängig von Begründungen – von dem Umstand abhängig gemacht, wer diesen Anspruch anmeldet bzw. mit welchem Recht er das tut („Dann soll er halt in den Bergen Urlaub machen, wenn er es sich nicht leisten kann, ans Meer zu fahren“).
Der Anspruch auf Anerkennung des Bedarfs stößt also auf die gesellschaftliche Verteilung der Macht. Die Bedarfsbegründung schließt daher notwendig auch einen „Kampf um Anerkennung“ ein und verlangt von denen, die daran beteiligt sind, eine sozialpolitische Stellungnahme in der Auseinandersetzung um die Verteilung gesellschaftlicher Ressourcen.

### Aufwand: Bedürfnis als Problem und Störung
Der Begriff des Aufwandes meint einerseits die Art und den Umfang der tatsächlich erbrachten Leistungen durch die Assistenz, beziehungsweise Betreuer. Davon unterscheidet Haisch andererseits den „problematischen“ Begriff des „Aufwands“, den eine Person ihren Assistenten in der Form eines „Sachzwanges“ abringt oder abnötigt. Dieser „Aufwand“ wird im Begriff des „Hilfebedarfs“ oft mit dem Bedarf gleichgesetzt. Der Unterschied wird plausibel, wenn der zeitliche Aufwand bedacht wird, den z. B. ein Mensch einfordert, der gelernt hat, dass er nur Zuwendung erhält, wenn er sich hilfloser oder auch aufwendiger stellt, als er ist; ein Phänomen, das jeder Praktiker kennt: der Mensch „macht Aufwand“, um in der Konkurrenz der sonstigen Assistenzaufgaben (der Betreuungstätigkeiten der Mitarbeiter in einem Heimbetrieb) Berücksichtigung zu finden. Eine bettlägerige Person andererseits, die in allen Lebensvollzügen abhängig ist von jemandem, der ihr hilft, wird einen qualitativ vielgestaltigen und quantitativ umfangreichen, individuellen Bedarf haben, der vielleicht gar nicht bemerkt wird. Viel Aufwand macht sie deswegen nicht für eine Assistenz, die mit Anderem vollauf beschäftigt ist. Diese Person hat evtl. nicht einmal die Möglichkeit, auf sich aufmerksam zu machen und wird daher nur mit dem Nötigsten versorgt (siehe unten die Diskussion zum „Grundbedürfnis“).
Äußerungsformen wie die „Aufwand zu machen“, aufgrund des Bedürfnisses, im professionellen Betrieb wahrgenommen zu werden, zeigen nach Haisch einen schlechten Zustand der Assistenz: Das Bedürfnis wird – wenn überhaupt – als praktisches „Problem“ wahrgenommen, als Störung des normalen Ablaufs und möglicherweise als Sachzwang, der die Mitarbeiter oder Assistenten nötigt einzugreifen. Wird dieser Aufwand als Maß für den Personalbedarf genommen, ändert dies nichts an der schlechten Betreuungssituation, selbst wenn versucht wird mit „mehr“ Personal die Situation für die Betreuten zu verbessern, mit dem Ergebnis, dass sie fortbesteht („Aufwandsorientierung“). Ein verstärkter Personaleinsatz garantiert nicht, dass das individuelle Bedürfnis der Person selbst erfasst und nach Möglichkeit zufrieden gestellt wird („Bedarfsorientierung“).

## Modell der Lebensformen
Als „geistig behindert“ galten jahrzehntelang Menschen mit einem Intelligenzquotient (IQ) zwischen 20 und 60. Diese von der Weltgesundheitsorganisation (WHO) in ihrer Internationalen statistischen Klassifikation der Krankheiten und verwandter Gesundheitsprobleme (ICD-10) noch immer gebräuchliche Einschätzung, wurde unterteilt in Imbezillität, Oligophrenie („Schwachsinn“), Debilität und Idiotie („Bildungsunfähigkeit“). „Diese [Bezeichnungen] sollten jedoch vermieden werden, da sie aus der älteren Psychiatrie stammen, nicht viel aussagen und einen stark negativen Bedeutungsgehalt haben.“ (Michel/Novak) Der ICD-10 teilt, wohl um die Stigmatisierung durch die zu Schimpfworten gewandelten Begriffe zu mindern, in „Leichte-“, „Mittelgradige-“, „Schwere-“ und „Schwerste-“, sowie zusätzlich „andere-“ und „nicht näher bezeichnete“ Intelligenzminderung ein, unter den Diagnoseschlüsseln F70 – F79. In Deutschland gelten diese im Bereich der Sozialwissenschaften schon seit Ende der 1980er Jahre als veraltet (siehe Erscheinungsjahr Michel/Novak). Ein Intelligenzquotient der niedriger ist als 50, ist schon deshalb nicht valide messbar, weil der Proband die Testsituation oder Aufgabenstellung kaum und mit (angenommener) Abnahme des IQ – also stärkerer Behinderung und erschwerter Auffassungsfähigkeit – gar nicht erfassen kann. Entsprechende Angaben müssen also als freie Schätzungen betrachtet werden.
Ein weiterer Versuch eine sinnvolle diagnostische Einschätzung zu treffen, stellt die Orientierung am „Entwicklungsalter“ dar. Angeregt durch die Untersuchungen Jean Piagets, wurde die menschliche Entwicklung als Stufenmodell betrachtet. Auch bezüglich der Entwicklung von Menschen mit geistiger Behinderung orientierte man sich daran, vorzugsweise an dem Entwicklungsabschnitt der „Sensomotorischen Intelligenz“ nach Piaget (0–2 Jahre). Eine vergleichbare Argumentation findet sich, wenn Laien sagen, die entsprechenden Personen seien „etwas zurückgeblieben“ und der betreffende als „retardiert“ [retard = frz.: „verspätet“] bezeichnet wird. So kommt es zur Verdeutlichung des Entwicklungsstandes im Arbeitsfeld bei Menschen mit geistiger Behinderung immer noch zu Formulierungen wie „… ist 35 Jahre alt und auf dem Entwicklungsstand eines 5 Monate alten Kindes.“
Ein Stufenmodell legt aber die Idee nahe, dass jede Stufe zunächst abgearbeitet werden muss, damit die nächste erreicht wird. Wer den Wortschatz eines Grundschülers hat, kann in seinem Sozialverhalten jedoch einem Dreijährigen entsprechen. Auch die Tatsache, dass Wechselwirkungen bestehen (wer sich zwar nicht über Sprache, aber über Symbolhandlungen mitteilen kann, muss ein Mindestmaß an Bewegungsfähigkeit besitzen, und erst wer sich mitteilen kann, wird soziale Beziehungen eingehen können), zeigt, wie sehr diese Art der Einschätzung pauschalisiert und Menschen mit geistiger Behinderung nicht gerecht wird. Zudem schwingt ständig die Verkindlichung mit und somit die Tendenz einer gesellschaftlichen Haltung, die den Menschen mit geistiger Behinderung nicht als Mensch mit Bedürfnissen wahrnimmt, sondern sich an Defiziten orientiert, soweit sie Aufwand machen. und ihm somit mit seinen Rechten auch die Teilhabe am gesellschaftlichen Reichtum prinzipiell in Frage stellt.
Haisch versucht dagegen, der Tatsache Rechnung zu tragen, dass jeder Lebensbereich in seiner Entwicklungsmöglichkeit von Anfang an vorhanden ist und entfernt sich dadurch von einer Festlegung auf Altersangaben. Sein Denkmodell der Lebensformen stellt auf Grundlage psychologischer und pädagogischer Theorien und Beobachtungen dar, wie der Mensch lebt und sich entwickelt und bietet die Grundlage für die Beobachtungsmerkmale des Fragebogens, sowie den Leistungskatalog des Verfahrens (MIB). Bei der Unterscheidung der Lebensformen lehnt er sich an die Beschreibungen Piagets an (besonders: „Das Erwachen der Intelligenz beim Kinde“).
Einrichtungen die sich mit dem Kostenträger auf die Einführung des GBM-Verfahrens einigen, müssen somit durchgeführte Betreuungsmaßnahmen nicht einzeln begründen (wenn diese aus dem Leistungskatalog abgeleitet werden können), selbst wenn die Notwendigkeit sonst nur über ausführliche Diskussion und Darlegung des Einzelfalls (Bedarfsbegründung) darzustellen wäre.
Für die Assistenzplanung nach GBM ist darum das Verständnis seines Modells notwendig.

### Psychologische und pädagogische Inhalte

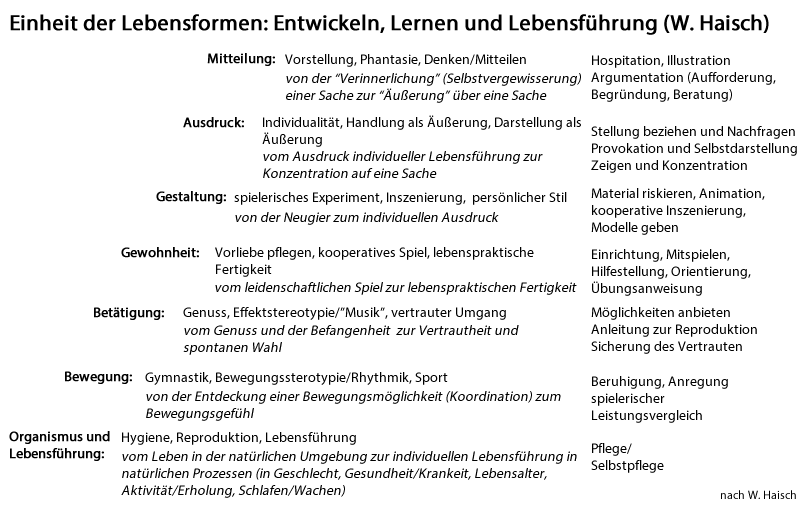
Lebensformen nach HAISCH in Anlehnung an Piaget:
Die Lebensformen beschreiben verschiedene Seiten der individuellen Lebensführung. Je nach dem Bedürfnis, das der Mensch aktuell verfolgt, steht eine Seite im Vordergrund, z. B. die Selbstpflege des Organismus in der Ernährung. Auch wenn der Mensch sich ernährt (Selbstpflege) führt er aber ein individuelles Leben und bewegt sich nach seinem Bewegungsgefühl („Bewegung“), nimmt die Mahlzeit ein in der ihm vertrauten Umgebung, entsprechend seinen Vorlieben wird er die Speisen wählen und gemäß seinen Fertigkeiten wird er sich dabei selbst versorgen („Gewohnheiten“), mit dem besonderen individuellen Geschick und in der persönlichen Eigenart, die er entwickelt hat („Gestaltung“) usw.

Nach Haisch differenzieren sich in der frühen Kindheit unterschiedliche Formen der Lebensführung in der Entfaltung körperlicher und seelischer/geistiger Funktionen, die „Lebensformen“. Die „seelischen“ (bzw. „geistigen“) Funktionen sind für ihn die Entfaltungsmöglichkeiten des individuellen menschlichen Organismus. Daher können auch nicht „niedrigere“ Lebensformen (biologisches, organismisches Leben, z. B. bei einem Mensch der sehr jung oder sehr schwer behindert ist) von „höheren“ Lebensformen (Kreativität, Vorstellung, Denken usw.) unterschieden werden – wie es eine „dualistische“ Interpretation nahelegen könnte.
Schon die Abgrenzung von „Elementarbedürfnissen“ und „der Selbstverwirklichung dienenden Bedürfnissen“ (Maslow) widerspricht dem Bedarf individueller Lebensführung: Pflege bzw. Selbstpflege z. B. beziehe sich nicht einfach „auf den Organismus“ und die Frage, „was der Mensch zum Überleben braucht“, sondern ebenso sehr auf alles, was der Mensch in seinen Möglichkeiten, den „Lebensformen“ daraus macht beziehungsweise machen konnte: In der Nahrungsaufnahme z. B. nimmt der Mensch nicht einfach Nahrungsenergie und Nährstoffe auf, sondern eine Speise, die seinem Geschmack entspricht, und die Nahrungsaufnahme vollzieht sich in einem sozialen und gegenständlichen Rahmen, der seinem Bedürfnis nach Ruhe und Erholung („vertrauter Umgang“) entgegenkommt. Er wird daher auch Nahrung ablehnen, die zwar seinem physiologischen „Bedarf“ entsprechen mag, aber nicht seinem Geschmack nachkommt – es sei denn die „Vernunft“ aufgrund der Not oder eine Einsicht im Rahmen einer Diät zwingen ihn dazu.
Diesem anthropologischen Sachverhalt widerspricht nach Haisch eine Betreuung bzw. Assistenz, die auf die Befriedigung von „Grundbedürfnissen“ zielt: als einer theoretisch nicht begründbaren und praktisch leidvollen ent-individualisierten Pflege des Individuums (s. o.).
Den Lebensformen gibt der Mensch also je nachdem, was er gerade will und tut, unterschiedliche Bedeutung und Funktion und erstellt so diese Einheit beständig neu. Beim Sport z. B. geht es ihm um eine effektive Bewegung (Ball ins gegnerische Tor), und alle seine kognitiven und kommunikativen Lebensäußerungen (taktische Überlegungen, Absprachen im Mannschaftsspiel) ebenso wie sein aktueller Stoffwechsel, möglicherweise auch seine sonstige Ernährung und Lebensführung, ordnet er diesem Bewegungsziel unter. Daher wäre es abwegig, aus dem Nacheinander der Beschreibung eine Hochschätzung des ersten (der physischen Bewegung) und eine Geringschätzung des Weiteren (der „Kognition, Mitteilung“) – oder umgekehrt – zu vermuten. Vor allem wäre eine Entgegensetzung (oder auch ein Rangfolge) von „körperlichen“ und „geistigen“ Bedürfnissen nicht sachgerecht und z. B. für Menschen mit Behinderungen diskriminierend. Ein Bedürfnis schließt immer die Ganzheit der individuellen Lebensführung ein (siehe oben, Kritik des Begriffes „Grundbedürfnis“).
In dieser Ganzheit individueller Lebensführung bedingen sich die Lebensformen wechselseitig; die Bildung der einen Lebensform ist – in jeweils unterschiedlicher Weise – Voraussetzung der weiteren Bildung einer anderen. Dies weist für Entwicklung und Förderung den Weg. Z. B. setzt ein unterhaltsames Spiel mit dem Ball (Lebensform „Betätigung“) ein gewisses Maß an Bewegungsgefühl (Lebensform „Bewegung“) voraus, um faszinierende Effekte produzieren und reproduzieren zu können. Entsprechend wird in der Bedarfsanalyse und Förderplanung nach GBM besonders auf dieses Voraussetzungsverhältnis Wert gelegt, um den bedürftigen Menschen nicht zu überfordern und ihn nicht mit Förderzielen zu bedrängen, die mit seinem Bedarf nichts zu tun haben.
Dabei wird die Förderung als eine Pflege der vorhandenen Lebensformen verstanden. Solche Förderung will primär – auch bei Kindern und Jugendlichen – die vorfindbare individuelle Lebensführung fördern und nicht notwendig die „Entwicklung“ weiterbringen. Diese Konzeption wendet sich – wenn es um die Assistenz in der Privatsphäre der bedürftigen Menschen geht – gegen eine Pädagogik, die mit Lernzielen arbeitet, die sich nicht aus dem individuellen Bedarf ableiten lassen. Durch die „Pflege des Vorhandenen“ soll vielmehr die aktuelle Lebensform entfaltet werden. Damit werden allerdings auch die Grundlagen für ein Bedürfnis des Menschen nach weiterem Lernen oder Entwickeln geschaffen – soweit nicht Behinderung oder Krankheit dagegen steht.

### Lebensformen
Da sich die unterschiedlichen Seiten der individuellen Lebensführung nur nacheinander beschreiben lassen, erscheinen die Lebensformen leicht ebenfalls als Abfolge von Stufen der Entwicklung vom „Niedrigeren“ zum „Höheren“: beginnend beim „organismischen Leben“ über „Bewegung“, „Betätigung“, „Gewohnheit“, „Gestaltung“ bis zur „Kognition“ und „Mitteilung“. Tatsächlich handelt es sich aber um die verschiedenen Seiten einer individuellen Einheit – des Lebens, wie es ein Mensch in jedem aktuellen Moment erlebt (das nur, zwecks Bedarfserhebung für den Kostenträger, in verschiedene „Formen“ aufgelöst werden muss) in jeder körperlichen und geistigen Hinsicht.
Die folgenden Ausführungen beziehen sich auf praktische Erfahrungen mit dem „Fragebogen zur individuellen Lebensführung von Menschen mit Behinderungen“ (FIL), einschließlich der zugehörigen Legende und der „Matrix des individuellen Hilfebedarfs“ (MIB) für den Bereich des stationären Wohnens. (Die Anwendung anderer, unten aufgezählter Adaptationen des Verfahrens ist entsprechend.)
Jede Lebensform ist im Fragebogen in fünf Merkmalen beschrieben, die unterschiedliche Bedarfe in dieser Lebensform anzeigen. Jedem dieser Items ist in der „Matrix des individuellen Betreuungsbedarfs“ (MIB) – dem Leistungskatalog des Verfahrens – eine Empfehlung i.S. einer typisierenden Leistungsbeschreibung zugeordnet, die auf Grundlage der o. g. Grundannahmen Haischs darlegt, wie die Betreuung/Assistenz der Menschen gestaltet werden sollte (am Beispiel von Fertigkeiten: angefangen von der stellvertretenden Ausführung über Hilfestellung, bis zur Begleitung oder Beratung). Jede Leistungsbeschreibung entspricht einem Intensitätswert, der es ermöglicht, die benötigten Zeitressourcen für die betreuerische Leistung bzw. den Personalbedarf im Rahmen des GBM-Verfahrens zu schätzen.
Für den Menschen in der Betreuung und Assistenz werden über den Fragebogen auf diese Weise Daten erhoben, die dessen Bedarf durch eine Reihe von Merkmals- und Leistungsbeschreibungen erfassen. Diese „typisierenden“ Vorgaben müssen dann in einer gemeinsamen Leistungsplanung mit dem Menschen individualisiert und für den Alltag der Lebensführung und der Assistenz operationalisiert werden.
Wird dies im Rahmen eines Qualitätsmanagementsystems überprüft, ist gewährleistet, dass der bedürftige Mensch die Assistenz erhält, die auf seinen Bedarf ausgerichtet ist (vgl. Abschnitt „Elemente des Verfahrens“). Aus den zusammengefassten Erläuterungen, die den Items im Fragebogen vorangestellt sind, und dem konzeptionellen Verständnis der betreffenden Lebensform lässt sich bei der praktischen Arbeit nach der Matrix auch erschließen, zu welchen Problemen und Konflikten eine nicht bedarfsgerechte (Selbst-)Versorgung bzw. Assistenz in den einzelnen Lebensformen führen kann. Dies kann einen „besonderen Betreuungsbedarf“ nach sich ziehen, der im Fragebogen an anderer Stelle thematisiert wird.
| Lebensform                                              | besonderer Betreuungsbedarf                             |
| ------------------------------------------------------- | ------------------------------------------------------- |
| Pflege/Selbstpflege (011–015)                           | Krankheit (020)                                         |
| Bewegung (030)                                          | (selbstverletzende) Bewegungsstereotypie (040)          |
| Betätigung (050)                                        | (selbstverletzende) Effektstereotypie (060)             |
| Gewohnheit (070)                                        | Selbstbehauptung 1 (gegenüber Betreuungspersonen) (080) |
| Gestaltung (090) + soziale Beziehungen (110)            | Selbstbehauptung 2 (gegenüber Mitbetreuten) (120)       |
| Mitteilung (100) + Privatleben und Öffentlichkeit (130) | selbstbewertende Einstellungen (140–142)                |

Wird bei Betrachtung des besonderen Betreuungsbedarfs die zugehörige Lebensform untersucht, entsteht ein Kontext, bei dem nicht nur ein Symptom zum Ziel pädagogischer oder therapeutischer Bemühungen wird. Vielmehr wird die gesamte Lebensführung thematisiert und mit ihr auch die Ursache für mögliche „Störungen“ und „Auffälligkeiten“. Auf diese Weise können auch Verhaltensweisen verständlich werden, die ansonsten als „krankhaft“ oder einfach nur als „störend“ erscheinen (sie werden entpathologisiert).
Die umgangssprachlich noch immer anzutreffende Bezeichnung als „heilpädagogisches Denkmodell“ legt nahe, dass die Theorie nur in heilpädagogischen Arbeitsfeldern zutreffend ist, was aber der Verallgemeinerbarkeit dieses Ansatzes (vgl. Einleitung) widerspricht. Erkennbar wird dies vor allem daran, dass der Fragebogen auch mit Menschen ohne Behinderungen durchgeführt werden kann. Dies unterstützt die Forderungen des Normalisierungsprinzips und entspricht den Bemühungen um Inklusion.
Im Folgenden werden verkürzt Lebensformen und Formen des besonderen Betreuungsbedarfs dargestellt, die in Zusammenhang gebracht werden können (vgl. dazu auch  und ).

#### Pflege/Selbstpflege/Kranken-(selbst-)pflege
Dieser Bereich betrifft alle Maßnahmen, die für das organische Leben unmittelbar von Bedeutung sind. Diese Lebensform ist ihrerseits nochmals unterteilt in die Bereiche Körperpflege, Ernährung, Toilette, Mobilität (i.S. der Fähigkeit, sich von A nach B zu bewegen), hauswirtschaftliche Versorgung und Selbstversorgung. Ergebnis und Ziel der Pflege/Selbstpflege ist die „beruhigte Wachheit“ – ein Zustand, in dem der Mensch wach und befriedigt ist, und eine Errungenschaft, in der der Mensch kein weiteres Bedürfnis hat als das, diese Wachheit und Gesundheit auch einzusetzen und zu leben: sich zu bewegen, um der Bewegung willen.
Kommt es zu einer mangelhaften (Selbst-)Versorgung, verliert der Mensch seine „beruhigte Wachheit“. Die Situation nähert sich mehr oder weniger einer körperlichen Beeinträchtigung oder Krankheit, die Maßnahmen des Bereichs der Pflege/Selbstpflege oder der Kranken- (selbst-)pflege nach sich zieht, um beruhigte Wachheit wiederherzustellen.

#### Bewegung/Bewegungsstereotypie
Bewegung meint den Bedarf, die organischen Möglichkeiten, die die Wachheit bietet, zu nutzen: sich ohne weiteren Zweck („zweckfrei“) bzw. aus Freude an der Bewegung selbst zu bewegen (auch im Sinne von Sport). Damit sind also nicht notwendig Zielbewegungen gemeint, die dazu dienen, sonstige aktuelle Bedürfnisse oder weitere lebenspraktische Ziele zu verfolgen. Bewegung auf ein solches äußeres Ziel hin würde Mittelhandlungen voraussetzen (siehe unten zu „Gewohnheit“).
Bieten die Gegebenheiten der Umwelt, insbesondere andere Menschen zu wenig Anregung für diese Bewegung, obwohl der Bedarf vorhanden ist, drohen selbstverletzende Formen der Bewegungsstereotypie: Die einfachen, wiederholten spielerischen Bewegungen, zu denen der Mensch von sich aus in der Lage ist, werden schnell langweilig. Genuss ist dann nur durch Steigerung der Kraft und Frequenz der Bewegung zu erreichen, wenn Anregung zu unterhaltsameren Bewegungsvarianten fehlt. Nicht die Stereotypie selbst ist also das Problem – sie findet sich in allen Bewegungsformen, die der Unterhaltung dienen. Vielmehr ist es die mangelnde Anregung, die den Menschen zu solchen Notmaßnahmen greifen lässt.

#### Betätigung/Effektstereotypie
Betätigung betrifft das Bedürfnis des Menschen, seiner Umwelt die sinnliche Qualität zu geben und zu sichern, die für ihn genussreich ist – bzw. im näheren Sinn: die Effekte zu erzeugen, die faszinieren und unterhalten – und sie zu wiederholen („Effektstereotypie“). Am besten geeignet sind dazu Dinge, die ihr „Eigenleben“ (den Effekt) möglichst von selbst und möglichst variationsreich andauern lassen, sobald sie angeregt wurden: da ist der Kreisel möglicherweise besser geeignet als die Rassel, das lebendige Tier besser als das Stofftier – und ein anderer Mensch überbietet in seinem „Eigenleben“ alle diese „Spielzeuge“. Damit die Effekte, die der Mensch selbst produzieren und reproduzieren kann, trotz der Wiederholung interessant bleiben, braucht er äußere Anleitung zur Variation.
Bei eingeschränkter Anleitung zu Variation umgehen Menschen die drohende Langeweile, indem sie die verfügbaren Effekte in ihrer Intensität bis zur Selbstverletzung steigern (z. B. Sucht und andere selbstverletzende Verhaltensweisen). Die stereotype Eigenart ist dabei eine notwendige Eigenschaft des Genusses und der Unterhaltung („Nochmal!“) – sie selbst ist keineswegs Anzeichen einer „Störung“.
Der Mensch gewöhnt sich in der Reproduktion an angenehme sinnliche Effekte (gleichgültig, ob sie von Dingen, Tieren oder Menschen ausgehen), sie werden ihm vertraut. Als „vertrauter Umgang“ z. B. als private Wohnung (mit Bewohnern, Einrichtung der Räume, Tagesrhythmen usw.) werden sie zu etwas, von dem der Mensch sowohl abhängig ist, denen gegenüber er sich aber auch frei fühlt: Er fühlt sich in ihrer Gegenwart wohl, weil er sie jederzeit in seinem Sinne hervorrufen oder auch ruhen lassen kann, wenn er will („Unbefangenheit“); er ist auf ihre Gegenwart angewiesen, weil nur sie ihm diese Freiheit bieten: fehlt vertrauter Umgang, macht ihn das befangen; ein neuer Umgang würde ihn überfordern. Ein anderer Mensch ist dabei der „Inbegriff“ vertrauten Umgangs: mit seiner Anwesenheit ist ein ganzer Umkreis sonstiger Vertrautheiten mehr oder weniger sicher oder auch: in Frage gestellt.
Vertrauter Umgang kann daher im zweifachen Sinne fehlen: als nicht ausgebildeter vertrauter Umgang („primärer Hospitalismus“) oder als ausgebildeter vertrauter Umgang, dem die äußeren Bedingungen z. B. durch Personalwechsel, Wohnungswechsel usw. abhandenkommen („sekundärer Hospitalismus“).

#### Gewohnheit/Selbstbehauptung
Mit Gewohnheit sind alle die Lebensäußerungen gemeint, die Ergebnis einer Entwicklungsgeschichte im Sinn der Gewöhnung, der Übung und der persönlichen Wahl sind. Dabei spielen die eigenen Vorlieben eine zentrale Rolle: Voraussetzung für einen gewohnten Umgang mit der Umwelt – besonders sofern es die Privatsphäre betrifft – ist, dass die vertrauten Dinge und Personen tatsächlich anwesend und verfügbar sind. Der Mensch wird dann vertrauten Personen gegenüber „wählerisch“. Er wird jemanden aus der Reihe seiner vertrauten Personen als „Vorliebe“ vorziehen und ein spontanes, möglicherweise leidenschaftliches Interesse an spielerischer Kooperation mit diesem/diesen Menschen zeigen (Zuneigung, Sympathie). Er wird zunächst in seinem spielerischen, später dann auch in seinem lebenspraktischen Bedarf ein Gefühl bekommen für seine Abhängigkeit vom Wohlergehen dieser Person/Personen. Als Spieler kann ihm nicht gleichgültig sein, ob und wie sich der Mitspieler entfaltet: Sein Spiel zielt darauf, das „Eigenleben“, die „Selbstentfaltung“ des anderen zu wecken oder zu provozieren, denn darin liegt der besondere Unterhaltungswert. So hat er das Eigenleben beständig im Blick, fühlt mit und versucht es durch seine spielerischen Aktionen zu fördern (zu autistischen Verhaltensweisen siehe).
Darüber gewinnt das Bedürfnis an Bedeutung, auch Dinge zu tun, die primär keinen Genuss oder keine Unterhaltung bringen (indem der Mensch z. B. als Zuschauer für die Fortsetzung des Spiels sorgt), aber sekundär und vermittelt einem persönlichen Ziel dienen („Mittelhandlung“ nach Piaget).
In dem Maß, in dem der Mensch lebenspraktische Fertigkeiten erwirbt und ausübt, gibt er alltäglich anderen Menschen Anlass zu der kritischen Frage, zu welchem Zweck und mit welchem Ergebnis er diese Fähigkeiten nutzt, ob er sich „richtig verhält“. Seine abhängige Lebenslage legt dem hilfebedürftigen Menschen dabei nahe, um das Wohlwollen derer zu kämpfen, von denen er sich abhängig sieht. So versucht er für sich zu sorgen, indem er durch Wohlverhalten die Aufmerksamkeit der Betreuer und Assistenten auf sich zieht (submissive/unterwürfige Form). Er ergänzt das möglicherweise durch Verweigerung (demonstrative/herausfordernde Form) oder Suche nach Mitleid (appellative/Hilfe suchende Form), da das Wohlverhalten eines Abhängigen als allzu selbstverständlich betrachtet und übersehen wird („Selbstbehauptung in der betreuerischen Beziehung“). So tut er alles, um sich an fremde Ansprüche anzupassen, statt für die Befriedigung der eigenen Bedürfnisse zu sorgen. Das Letztere sieht er nämlich als Angelegenheit derer, von denen er sich abhängig sieht: Sie belohnen oder bestrafen seine Anpassungsversuche, verweigern oder gewähren ihm die Möglichkeiten der Bedürfnisbefriedigung. Der Mensch versucht darum, eine positive Beziehung zu ihnen aufzubauen, indem er versucht, sie für sich zu gewinnen, und hofft, dass sich dies auszahlt, indem diese ihm seine Bedürfnisbefriedigung gewähren. Diesen Kampf um Selbstbehauptung, der knappe (personelle) Ressourcen zur Grundlage hat, die der Mensch meist auch noch mit anderen teilen muss, wird er daher auch in einer Konkurrenz zu anderen Mitbetreuten austragen. „Seinesgleichen“ erscheint ihm dabei als Gegner und Konkurrent („Selbstbehauptung in der Konkurrenz“).
Da die „Lebensführung in der Abhängigkeit“ wesentlich sozialpolitisch bedingt ist, geht es in der praktischen Arbeit gegenüber diesen Formen der Selbstbehauptung zwar möglicherweise um eine Bildung der Bedürfnisse und der Bedürfnisäußerungen, v. a. aber auch um eine sozialpolitische Emanzipation des bedürftigen Menschen.

#### Gestaltung
Die Lebensform „Gestaltung“ meint ein Interesse an der Umwelt, das über die Vertrautheit im Gewohntem und Geübten hinausgeht und sich gerade auf Ungewohntes, Neues richtet: im spielerischen Experiment, in der unterhaltsamen Produktion und Reproduktion (z. B. im Symbolspiel) und in der Ausbildung eines persönlichen Stils der Lebensführung. Auch hier steht die spielerische Wiederholung im Zentrum – wie in der Bewegungs- und Effektstereotypie. Allerdings zielt das Vergnügen hier auf die Variation, auf den Neuigkeitswert des immer Gleichen, das als Fiktion, als „Schauspiel“ oder als „Hörspiel“ usw. inszeniert wird und unterhält. Der Mensch ist damit in der Lage, die Variation selbst zu erzeugen, die sein Spiel braucht, um unterhaltsam zu bleiben (vgl. Bewegungs- und Effektstereotypie).

#### Mitteilung/Selbstbewertende Einstellungen
Mit der Lebensform der Mitteilung ist vor allem die Form gemeint, in der ein Mensch seine Bedürfnisse anderen verständlich macht: ein Bedürfnis soll „verstanden“ werden, das heißt, als Bedarf begründet erscheinen und so Anerkennung finden. Dies setzt das Bewusstsein voraus, in der Befriedigung seiner Bedürfnisse von seinen Mitmenschen abhängig zu sein. Hier geht es um
- praktische Formen der Äußerung (z. B. Handlung als Ausdruck, „angedeutete Handlung“, „Mimik“, „Gestik“) bis hin zu
- kognitiven Formen („Vorstellung“, „Phantasie“, „Symbol“) im Sinne des Spiels mit den eigenen Ideen und der Bildung eines Bewusstseins von den eigenen Bedürfnissen und um
- das Denken und die Kommunikation, insbesondere um eine „argumentative Auseinandersetzung“, als Selbstvergewisserung über die eigenen Bedürfnisse und als Versuch, andere dafür zu gewinnen, sich für die Befriedigung der eigenen Bedürfnisse einzusetzen.

Besonderer Betreuungsbedarf entsteht hier besonders dann, wenn der betreute Mensch die Abhängigkeit seiner Lebensführung mit ihren Beschränkungen und Konflikten als persönliches Versagen und als Niederlagen versteht und Konsequenzen daraus zieht. Selbstschädigende Umgangsweisen, die schon in Selbstbehauptungsstrategien naheliegen (siehe oben), werden dann durch Schuldfragen ergänzt: im Sinn der Selbstdarstellung und Rechtfertigung (Selbstwert und Werterhaltung) verstanden und praktisch verfolgt. Dies geschieht z. B. in der Suche nach dem Schuldigen, in Rache oder Selbstbestrafung. Dieser besondere Betreuungsbedarf stellt besondere pädagogisch/beraterische Anforderungen, erzeugt aber möglicherweise auch therapeutischen oder psychiatrischen Handlungsbedarf und verlangt interdisziplinäres, kooperatives Vorgehen.
Vier Unterkategorien bilden im Fragebogen die Merkmalsgruppen, die oben erläuterten Haltungen mit den Begriffen „submissiv/unterwürfig“, „appellativ/hilfesuchend“, „demonstrativ/aufbegehrend“ und „ängstlich“ beschreiben. In ihnen versucht ein Mensch, sich auf besonders unterwürfige, hilfesuchende, herausfordernde oder ängstliche Weise in den „beschämenden“ Situationen seiner Abhängigkeit zu behaupten und sich sein Leid und seine Unzufriedenheit im Sinn der Schuldfrage zu erklären. Solches Handeln und Denken, das sonst als „Verhaltensstörung“, „psychische Störung“ oder auch mit Begriffen wie „neurotisch“ bzw. „psychotisch“ bezeichnet und damit pathologisiert wird, erklärt Haisch aus Denkweisen, die jedem Menschen, der in Abhängigkeit lebt, der Idee nach wohl bekannt sind – wenn er sie auch in der Lebenspraxis nicht mit vergleichbarer Konsequenz verfolgen und ausgestalten mag.

### Tabellarische Übersicht
Nachfolgende Tabelle soll einen Vergleich der Beobachtungsmerkmale des Fragebogens mit aktuellen entwicklungsdiagnostischen Erkenntnissen ermöglichen. Bezüglich der Lebensform „Bewegung“ fällt dieser schwer, da entsprechende Aussagen in der Entwicklungsdiagnostik auf funktionale Fähigkeiten der Mobilität abzielen (wie z. B. ab wann ein Mensch seinen Kopf heben kann), was bei Haisch unter die Lebensform „Mobilität“ fällt (als Untergruppe des Bereiches „Pflege/Selbstpflege“), aber nachvollziehbarer Weise nicht zur zweckfreien Selbstbewegung zählt.
Die Empfehlungen, die der Leistungskatalog des Verfahrens – die Matrix des individuellen Betreuungsbedarfs – für jedes Beobachtungsmerkmal, abgeleitet aus dem Modell der Lebensformen gibt, sind in der Tabelle nicht wiedergegeben obgleich sie die eigentliche Qualität des Verfahrens, den pädagogisch, inhaltlichen Kern der Qualitätssicherung darstellen.
| Mitteilung FIL: „zeigt kein Merkmal …“ „- Unter 3 Monaten lässt sich das Schreien eines Säuglings noch nicht differenzieren. - Mit 3 Monaten zeigt ein Säugling differenziertes, absichtsvolles Schreien zwecks Äußerung elementarer Grundbedürfnisse wie Hunger, Unbehagen oder Schmerz“ | Mitteilung FIL: „zeigt kein Merkmal …“ „- Unter 3 Monaten lässt sich das Schreien eines Säuglings noch nicht differenzieren. - Mit 3 Monaten zeigt ein Säugling differenziertes, absichtsvolles Schreien zwecks Äußerung elementarer Grundbedürfnisse wie Hunger, Unbehagen oder Schmerz“ | Mitteilung FIL: „zeigt kein Merkmal …“ „- Unter 3 Monaten lässt sich das Schreien eines Säuglings noch nicht differenzieren. - Mit 3 Monaten zeigt ein Säugling differenziertes, absichtsvolles Schreien zwecks Äußerung elementarer Grundbedürfnisse wie Hunger, Unbehagen oder Schmerz“ | Mitteilung FIL: „zeigt kein Merkmal …“ „- Unter 3 Monaten lässt sich das Schreien eines Säuglings noch nicht differenzieren. - Mit 3 Monaten zeigt ein Säugling differenziertes, absichtsvolles Schreien zwecks Äußerung elementarer Grundbedürfnisse wie Hunger, Unbehagen oder Schmerz“ | Mitteilung FIL: „zeigt kein Merkmal …“ „- Unter 3 Monaten lässt sich das Schreien eines Säuglings noch nicht differenzieren. - Mit 3 Monaten zeigt ein Säugling differenziertes, absichtsvolles Schreien zwecks Äußerung elementarer Grundbedürfnisse wie Hunger, Unbehagen oder Schmerz“                        | „äußert eigene Stimmungen, Wünsche und Absichten.“ „- Im ersten Lebensjahr erweitern sich die Ausdrucksmöglichkeiten. Das Kind nutzt Mimik und Gestik, um zu kommunizieren. - Ein Kind im Alter von 13 Monaten kann Wünsche auch ohne Schreien deutlich machen.“                                                                | „stellt von sich aus Ereignisse und Sachverhalte aus seiner/ihrer Erfahrung dar bzw. gibt auf Befragung Auskunft über seine/ihre Erlebnisse.“ „- Mit ca. 2 Jahren versteht ein Kind den Begriff ‚mehr‘, z. B. möchte es mehr von etwas haben […]. Eigene Gedanken und Gefühle, wie z. B. Hunger, können mit 3 ½ Jahren ausgedrückt werden […]“ | „stellt von sich aus Ereignisse und Sachverhalte aus seiner/ihrer Erfahrung dar bzw. gibt auf Befragung Auskunft über seine/ihre Erlebnisse.“ „- Mit ca. 2 Jahren versteht ein Kind den Begriff ‚mehr‘, z. B. möchte es mehr von etwas haben […]. Eigene Gedanken und Gefühle, wie z. B. Hunger, können mit 3 ½ Jahren ausgedrückt werden […]“                              | „folgt dem Thema eines Gesprächs und liefert dem Thema entsprechende, sachgemäße Beiträge.“ „- Mit 4 Jahren verwendet das Kind ‚Ich‘ zur Selbstbezeichnung […] und kann damit Bedürfnisse ich-bezogen äußern. Es kann die Frage beantworten: ‚Was machst Du, wenn Du hungrig bist?‘“                                                                                        | „folgt dem Thema eines Gesprächs und liefert dem Thema entsprechende, sachgemäße Beiträge.“ „- Mit 4 Jahren verwendet das Kind ‚Ich‘ zur Selbstbezeichnung […] und kann damit Bedürfnisse ich-bezogen äußern. Es kann die Frage beantworten: ‚Was machst Du, wenn Du hungrig bist?‘“ | „zeigt durch Nachfragen und Diskussion sein Interesse daran, zu begreifen, was andere äußern und vertritt und begründet sachbezogen einen persönlichen Standpunkt.“                                                        |
| Gestaltung FIL: „zeigt kein Merkmal …“ | Gestaltung FIL: „zeigt kein Merkmal …“ | Gestaltung FIL: „zeigt kein Merkmal …“ | Gestaltung FIL: „zeigt kein Merkmal …“ | „experimentiert mit Gegenständen (untersucht, zerlegt sie).“ | „bewegt oder formt oder kombiniert Materialien, um Gegenstände bzw. Situationen darzustellen.“ 15 Monate: „Objekte werden manipuliert, auf ihre einfachste Verwendbarkeit geprüft (Gegeneinanderklopfen, Schütteln, Versuch an andere Objekte zu adaptieren)“                                                                   | „bewegt oder formt oder kombiniert Materialien, um Gegenstände bzw. Situationen darzustellen.“ 15 Monate: „Objekte werden manipuliert, auf ihre einfachste Verwendbarkeit geprüft (Gegeneinanderklopfen, Schütteln, Versuch an andere Objekte zu adaptieren)“                                                                                  | „gestaltet nach Modellen oder Vorlagen (Szenen, Zeichnungen, Gegenstände).“ mit 18 Monaten: „Rollenspiele mit sich selbst, Nachahmen täglicher Gewohnheiten, wie Trinken aus Spielzeugtasse, Versuch sich zu kämmen, Telefonhörer an das Ohr zu halten; Kind kann sich für 10–20 Minuten selbst beschäftigen (Rein-Raus-Holspiele), noch keine strukturierten Spielabläufe“ | „gestaltet nach Modellen oder Vorlagen (Szenen, Zeichnungen, Gegenstände).“ mit 18 Monaten: „Rollenspiele mit sich selbst, Nachahmen täglicher Gewohnheiten, wie Trinken aus Spielzeugtasse, Versuch sich zu kämmen, Telefonhörer an das Ohr zu halten; Kind kann sich für 10–20 Minuten selbst beschäftigen (Rein-Raus-Holspiele), noch keine strukturierten Spielabläufe“ | „gestaltet Form und Farbe seiner/ihrer Kleidung oder Aussehen seines/ihres persönlichen Lebensraumes.“ | „gestaltet Form und Farbe seiner/ihrer Kleidung oder Aussehen seines/ihres persönlichen Lebensraumes.“ |
| Gewohnheit FIL: „zeigt kein Merkmal …“ | Gewohnheit FIL: „zeigt kein Merkmal …“ | Gewohnheit FIL: „zeigt kein Merkmal …“ | „wählt unterschiedlich unter mehreren Vorlieben eine Beschäftigung aus, d. h. wechselt Vorlieben.“ | „bevorzugt bestimmte/n Unterstützer/in und orientiert sich an ihm/ihr (lässt sich helfen, korrigieren, anleiten).“ „Mit 9 Monaten ist ein sicheres Unterscheiden bekannter und fremder Personen möglich […]. Im Umgang mit vertrauten Personen hält das Kind Blickkontakt, lacht oder zeigt freudige Bewegungen“ | „lässt sich auf ein kooperatives Spiel ein und orientiert sich an den Regeln des Spieles.“ „Typisches Spiel mit 12 Monaten ist das Versteckspiel […]. In diesem Alter beginnt kooperatives soziales Spiel, indem das Kind einer Bezugsperson einen Gegenstand, den es in der Hand hält, reicht, wenn es dazu aufgefordert wird“ | „lässt sich auf ein kooperatives Spiel ein und orientiert sich an den Regeln des Spieles.“ „Typisches Spiel mit 12 Monaten ist das Versteckspiel […]. In diesem Alter beginnt kooperatives soziales Spiel, indem das Kind einer Bezugsperson einen Gegenstand, den es in der Hand hält, reicht, wenn es dazu aufgefordert wird“                | „lässt sich auf ein kooperatives Spiel ein und orientiert sich an den Regeln des Spieles.“ „Typisches Spiel mit 12 Monaten ist das Versteckspiel […]. In diesem Alter beginnt kooperatives soziales Spiel, indem das Kind einer Bezugsperson einen Gegenstand, den es in der Hand hält, reicht, wenn es dazu aufgefordert wird“                                             | „macht von sich aus und regelmäßig bei Arbeitstätigkeiten / Haushaltstätigkeiten mit.“ | „macht von sich aus und regelmäßig bei Arbeitstätigkeiten / Haushaltstätigkeiten mit.“ | „macht von sich aus und regelmäßig bei Arbeitstätigkeiten / Haushaltstätigkeiten mit.“ |
| Betätigung FIL: „zeigt kein Merkmal …“ | Betätigung FIL: „zeigt kein Merkmal …“ | „reagiert auf angenehme Effekte (Reize) erfreut (fasziniert) und auf unangenehme ablehnend.“ 6 Monate: Objekte/Spielzeug werden in den Mund gesteckt, mit beiden Händen ergriffen, benagt, jedoch kaum schon gezielt betrachtet.                                                          | „reagiert auf angenehme sinnliche Effekte mit dem Versuch, diese zu reproduzieren.“ | „reagiert auf vertraute Situationen, Gegenstände, Personen, indem er/sie diese aufsucht, auf unvertraute, indem er/sie sie meidet.“ Landläufig als „Fremdeln“, bei René Spitz als „Achtmonatsangst“ bezeichnetes Verhalten (an Kindern ohne Behinderung untersucht).                                             | „hat eine Situation in seiner/ihrer (Wohn-/Arbeits-) Umgebung, die er/sie immer wieder spontan und gezielt aufsucht und in der er/sie sich entspannen kann (einen vertrauten Raum, einen vertrauten Umgang mit Personen).“ | „hat eine Situation in seiner/ihrer (Wohn-/Arbeits-) Umgebung, die er/sie immer wieder spontan und gezielt aufsucht und in der er/sie sich entspannen kann (einen vertrauten Raum, einen vertrauten Umgang mit Personen).“ | „hat eine Situation in seiner/ihrer (Wohn-/Arbeits-) Umgebung, die er/sie immer wieder spontan und gezielt aufsucht und in der er/sie sich entspannen kann (einen vertrauten Raum, einen vertrauten Umgang mit Personen).“ | „hat eine Situation in seiner/ihrer (Wohn-/Arbeits-) Umgebung, die er/sie immer wieder spontan und gezielt aufsucht und in der er/sie sich entspannen kann (einen vertrauten Raum, einen vertrauten Umgang mit Personen).“ | „hat eine Situation in seiner/ihrer (Wohn-/Arbeits-) Umgebung, die er/sie immer wieder spontan und gezielt aufsucht und in der er/sie sich entspannen kann (einen vertrauten Raum, einen vertrauten Umgang mit Personen).“                                                           | „hat eine Situation in seiner/ihrer (Wohn-/Arbeits-) Umgebung, die er/sie immer wieder spontan und gezielt aufsucht und in der er/sie sich entspannen kann (einen vertrauten Raum, einen vertrauten Umgang mit Personen).“ |
| Bewegung FIL: „zeigt kein Merkmal …“ | „lässt sich zu spontaner Bewegung anregen und beruhigen, wenn er/sie erregt ist (schreit, ‚zappelt‘ usw.).“ | „lässt sich zu rhythmischer Bewegung anregen durch fremde Bewegung, rhythmische Begleitung, Musik.“ | „lässt sich zur Entfaltung seiner/ihrer Leistungsmöglichkeiten in der Bewegung anregen durch Aufforderung, Vorbild oder Wettkampf.“ | „sucht von sich aus regelmäßig Gelegenheit zu rhythmischer oder auf die Entfaltung seiner Leistungsfähigkeit gerichteter Bewegung.“ | „sucht von sich aus regelmäßig Gelegenheit zu rhythmischer oder auf die Entfaltung seiner Leistungsfähigkeit gerichteter Bewegung.“ | „sucht von sich aus regelmäßig Gelegenheit zu rhythmischer oder auf die Entfaltung seiner Leistungsfähigkeit gerichteter Bewegung.“ | „sucht von sich aus regelmäßig Gelegenheit zu rhythmischer oder auf die Entfaltung seiner Leistungsfähigkeit gerichteter Bewegung.“ | „sucht von sich aus regelmäßig Gelegenheit zu rhythmischer oder auf die Entfaltung seiner Leistungsfähigkeit gerichteter Bewegung.“ | „sucht von sich aus regelmäßig Gelegenheit zu rhythmischer oder auf die Entfaltung seiner Leistungsfähigkeit gerichteter Bewegung.“ | „sucht von sich aus regelmäßig Gelegenheit zu rhythmischer oder auf die Entfaltung seiner Leistungsfähigkeit gerichteter Bewegung.“                                                                                        |
| Pflege/Selbstpflege: Reflexbewegungen, Atmung, Stoffwechsel, … solange ein Mensch lebt, müssen hier Merkmale zu verzeichnen sein! | | | | | | | | | | |

## Konzept der Arbeitsorganisation (im Team)
Diese Theorie der „individuellen Lebensführung“ bringt Haisch zusammen mit betriebswirtschaftlichen Forderungen der strategischen Betriebsführung, des Qualitätsmanagements und Controllings: Organisationsziele und Bedarfsziele zu benennen, zu planen und möglichst effizient praktisch umzusetzen.
Eine kritische Analyse der Arbeitsorganisation in Teams der Pflege und Betreuung, die Haisch vorlegt, zeigt dagegen in vielen Fällen eine geringe planerische Ausrichtung der Arbeit auf Bedarfsziele. Stattdessen findet sich eher der Versuch der Mitarbeiter, auf die knappe Betreuungszeit, die mittels Personalschlüssels festgelegt ist, mit irgendeiner Form von Engagement zu reagieren, um dem Bedarf der Menschen, die sie unterstützen/betreuen sollen, noch gerecht zu werden – eine Arbeit nach dem „Maximalprinzip“. Im Versuch eines Teams, mit den vorhandenen personellen Ressourcen und den Bedarfslagen der hilfebedürftigen Menschen zurechtzukommen, behindern aktuelle „Sachzwänge“ ein vorausschauendes, planerisches Arbeiten, nötigen beständig zu besonderem Engagement und Mehrarbeit und verschaffen informellen Kriterien der Arbeitsverausgabung entscheidende Bedeutung („Stärken/Schwächen“ der Mitarbeiter, informelle Arbeitsteilung, Positionskämpfe). Statt einer Bedarfsorientierung herrscht „Aufwandsorientierung“: das Bedürfnis der Menschen erscheint als aufwändiger, d. h. störender „Sonderwunsch“ oder als widersetzlicher „Eigensinn“. Nicht der einzelne Wunsch erscheint als schwer erfüllbar, sondern die Individualität des Wunsches selbst stellt sich als das Problem dar – Gleichbehandlung als pragmatische Lösung liegt nahe (der arbeitsorganisatorische „Kern“ der „Hospitalisierung“, siehe oben).
Deswegen muss den planerischen Überlegungen in Teams in der betrieblichen Planung und Organisation entscheidend mehr Raum gegeben werden: Wie teilen wir uns die Arbeit des Tages, der Woche, des Monats so ein, dass wir sie – gemessen an den individuellen Bedarfen und den betrieblichen Zielsetzungen – gut bewältigen können. Für die Assistenten muss nach getaner Arbeit das Bewusstsein stehen, das was „abgesprochener und bedarfsorientierter Standard“ ist, getan zu haben und daher entspannt in die Pause oder den Feierabend gehen zu können, was die Arbeitsqualität und Arbeitszufriedenheit verbessert. Die beständige Tendenz zur Mehrarbeit, die den Mitarbeitern die Möglichkeit der Erholung und der Führung eines eigenen Privatlebens beschneidet, soll so durchbrochen werden. Burnout soll schon im Ansatz verhindert werden.

## Konzept strategischer Planung und Organisation
Eine bedarfsorientierte Betreuung und Assistenz ist nur zu realisieren über eine strategische Planung und Organisation des Betriebs bzw. des Hilfesystems mit dem Ziel der Bedarfsorientierung.
Dabei gilt es, betriebliche Standards zu planen und zu realisieren, die einerseits der individuellen Bedarfsplanung die nötigen (Zeit-, Personal-, Baulichen-) Mittel, Wege und Spielraum geben und andererseits dem Betrieb bzw. dem Hilfesystem (der sozialen Einrichtung) eine wirtschaftliche Verwendung seiner Mittel sichern. Die Planung, wie die Mittel eingesetzt werden und welche Leistungen eine Einrichtung erfüllen will und kann, ist ausschlaggebend dafür ob sie ihre selbst erklärten Standards erfüllen kann – sie bildet den Kern taktischer Planung und Organisation: als „Merkmals- und Leistungskataloge“ (identisch mit der „Matrix des individuellen Betreuungsbedarfs“ MIB, siehe oben) enthalten sie
- typisierte Beschreibungen der „Erscheinungsbilder“ der Klientel, für das sich der Betrieb entschieden hat, und
- typisierte Beschreibungen der „Leistungen“, die der Betrieb für die jeweiligen Erscheinungsbilder erbringen will und kann.[61]

Über einen solchen taktischen Katalog möglicher Erscheinungsbilder („Szenarien“) und zugeordneter Leistungen („Optionen“) stellt sich die strategische Organisation auf den Einzelfall flexibel und möglichst konkret ein, ohne ihr strategisches Ziel aus dem Auge zu verlieren: sie ist mit Personal und Sachmitteln vorbereitet auf eine Anzahl möglicher, verschiedener Situationen und kann hoffen, dass die Lebenssituation eines ihrer Klienten auch im Einzelfall durch eines dieser Szenarien zu erfassen ist. Die prinzipielle Schwierigkeit in der Erfassung des Einzelfalls verlangt allerdings „Planungsskepsis“ in der Planung selbst.
Die strategische Methode als Konzept kooperativen Arbeitens eignet sich nach Haisch besonders, um die „Regel“ (Finanzierung, betriebliche Standards u. a. auf strategischer und taktischer Ebene) auf den operativen „Einzelfall“ (individueller Bedarf und situative Bedingungen) abzustimmen, d. h. in die Bedarfserhebung nicht schon Vorentscheidungen darüber einfließen zu lassen, wie oder wo die Dienstleistungen erbracht werden (z. B. in welcher Wohnform) und damit der individuellen Lebensführung der Menschen in der Assistenz Fesseln anzulegen. Die individuellen Leistungspläne müssen daher „personen- und zeitnah“ von den ausführenden Mitarbeitern eines Teams selbst im Rahmen der betrieblichen Standards und ihrer konzeptionellen Begründung (siehe „Modell der Lebensformen“, oben) entworfen werden. Die praktische Übertragung der typisierten Merkmale des Fragebogens auf den betreuten Menschen ergibt sich nicht von selbst, sondern benötigt eine Schulung des Anwenders. Dies gilt genauso für die Rück-Übersetzung der Leistungsmerkmale der Matrix. Notwendig ist auch die Schulung der Anwender bezüglich der Planung und Organisation der Arbeit. Voraussetzung ist allerdings, dass alle Beteiligten wissen, dass die Teams selbst die Freiheit besitzen müssen, die Organisation ihrer Arbeit zu planen.
Diese Vorstellungen wurden seit Mitte der 90er Jahre in Zusammenarbeit mit einer Arbeitsgruppe des BeB (Bundesverband evangelischer Behindertenhilfe e. V.) in eine umfangreiche Software-Lösung umgesetzt. Die Grundlagen des Verfahrens GBM wurden von mehreren einschlägigen Firmen in unterschiedlichem Umfang adaptiert. Auch Haisch selbst bietet hierfür eine Software an, die den Gesamtumfang des Konzeptes realisiert („Planung und Organisation in Betreuung und Assistenz“, POB&A).

## Weitere Adaptionen, andere Verfahren, Kompatibilität

### Weitere Adaptionen des GBM
Oben genannte Erläuterungen beziehen sich vor allem auf die „Grundvariante“ des Fragebogens für Wohnen von Menschen mit geistiger Behinderung. Besondere Anpassungen (Adaptionen) liegen für weitere zentrale Bereiche der Behindertenhilfe vor:
- Werkstätte: Bestandteil des GBM ist hierbei eine spezielle Sicht der Arbeit in der Werkstätte für Menschen mit Behinderung (WfbM), die sich in einer Reihe arbeitsbezogener Bedarfsbereiche ausdrückt.[66] Es findet sich dabei auch der Oberbegriff „(berufliche) Bildung“, was den Vorteil hat, schwer- und leichtbehinderten Menschen gleichermaßen gerecht zu werden. Zusätzlich kann hierüber ein arbeitsplatzbezogener Bildungsbedarf erhoben werden (für eine beliebige Zahl gesondert definierter Arbeitsplätze).
- Tagesförderung: Die Bedarfsbereiche haben hier den Schwerpunkt auf Förderbereichen. Entsprechend sind – im Vergleich zur Grundversion – die Bereiche der Pflege/Selbstpflege und der indirekten Leistungen entsprechend reduziert.
- ambulant betreutes Wohnen: Die Formulierung der Erscheinungsbilder und Leistungen beziehen sich hier dem Schwerpunkt nach insbesondere auf lebenspraktische Selbständigkeit in der Selbstpflege, im Wohnen und in der Haushaltsführung.[67]
- Wohnen von Menschen mit körperlicher Behinderung: vergleichbar mit dem Bogen zum ambulant betreuten Wohnen; zusätzlich findet sich hier (für alle Lebensbereiche) die Möglichkeit der Doppelsignierung der „Bereitschaft“ (etwas zu tun, z. B. im Sinn der Selbstpflege) im Unterschied zur „physischen Fähigkeit“ zur Ausführung.

Nicht ausdrücklicher Bestandteil des GBM ist die „Praxisbegleitung“, eine Form der Fortbildung und Beratung von Assistenten, die auf Haischs Konzept der Arbeitsgruppe („Teammodell“) beruht und der kontinuierlichen Beratung und Qualifikation natürlicher Arbeitsgruppen dienen soll, um einen gemeinsamen fachlichen Standard der Arbeit aufzubauen und zu pflegen. Da in diesem Arbeitsfeld nicht nur mit starkem Personalwechsel, sondern auch mit unterschiedlicher Ausbildung und Motivation (Fachkräfte/Ehrenamtliche) zu rechnen ist, stellt dies einen besonderen Anspruch dar.

### Andere Verfahren
Andere vergleichbare Verfahren der Bedarfserhebung und Assistenzplanung für die Behindertenhilfe im deutschsprachigen Raum wie z. B.
- das „HMB“ nach Metzler (Hilfebedarf von Menschen mit Behinderung[69]),
- „SYLQUE“ (System der Leistungsbeschreibung, Qualitätsbeschreibung, Qualitätsprüfung und Entgeltberechnung[70]),
- „LEWO“ (Lebensqualität in Wohnstätten für erwachsene Menschen mit geistiger Behinderung[71]), sowie
- ICF-basierte Konzepte der „Funktionalen Gesundheit“ (z. B. von INSOS;[72] siehe zur ICF unten),

widmen sich mit unterschiedlichen Schwerpunkten ähnlichen praktischen Anliegen in der Bedarfserhebung und Assistenzplanung, arbeiten allerdings mit z. T. sehr unterschiedlichen methodisch-konzeptionellen Ansätzen.

### Kompatibilität zur Internationalen Klassifikation der Funktionsfähigkeit, Behinderung und Gesundheit (ICF)
Der Merkmals- und Leistungskatalog des GBM (Matrix des individuellen Betreuungsbedarfs) ist grundsätzlich kompatibel mit den beschreibenden Kategorien der Internationalen Klassifikation der Funktionsfähigkeit, Behinderung und Gesundheit der Weltgesundheitsorganisation (besonders: die Kategorien der „Aktivitäten und Partizipation“, neben denen der „Körperstrukturen und -funktionen“). Die Liste der Merkmale im GBM lässt sich daher den Domänen und Kategorien der ICF zuordnen. Da diese die Bereiche menschlicher Lebensführung – in beständigem Wechsel der Abstraktionsebene – unterschiedlich „auflöst“, beschreiben ihre Kategorien teils abstrakter und teils konkreter die Sachverhalte, die auch in der Matrix des GBM aufgeführt sind. Beide Klassifikationen sind allerdings offen für weitere Differenzierungen – je nach dem praktischen Zweck der Anwendung (je nach Klientel, Förderinteresse, Forschungsinteresse usw.).
Der Anspruch „eine(r) gemeinsame(n) Sprache für die Beschreibung des Gesundheitszustands und der mit Gesundheit zusammenhängenden Zustände“ sollte aufgenommen werden: Verfahren wie das GBM sollten sich auf diese gemeinsame Sprache als Klassifikationssystem beziehen.
Mit ihrer Konzeption „der funktionalen Gesundheit“ will die Internationale Klassifikation allerdings auch das „Ausmaß der Funktionsfähigkeit eines Menschen“, das sich in dessen Aktivitäten zeigt, als eine „Wechselwirkung … zwischen Gesundheitsproblem und Kontextfatoren“ beschreiben. Die „Funktionsfähigkeit“ gibt die abstrakte Tatsache wieder, dass die Person – in einem Lebensbereich, im Vergleich zu anderen und in einem bestimmten Ausmaß – nicht tut, „was von einem Menschen ohne Gesundheitsproblem (ICD) erwartet wird“. Die „Beurteilungsmerkmale“, die die Klassifikation der Funktionsfähigkeit, Behinderung und Gesundheit dafür anbietet, reichen von „Problem nicht vorhanden“, „Problem leicht ausgeprägt“, „Problem mäßig ausgeprägt“, „Problem erheblich ausgeprägt“ bis zu „Problem voll ausgeprägt“ (in einer Skala von 0 bis 9).
In einer solchen Analyse der „funktionalen Gesundheit“ geht es also um eine vergleichende Beurteilung der „Problematik“, wie sie z. B. für ein öffentliches Gesundheitssystem interessant sein mag: als „Gründe für die Inanspruchnahme der Gesundheitsversorgung“ und als Einschätzung des Umfangs der Ansprüche an eine öffentliche Gesundheitsversorgung, die sich daraus ergeben könnten.
Ob überhaupt und in welchem bestimmten Sinn die Beeinträchtigungen in Gesundheit oder Teilhabe ein „Problem“ für den Menschen selbst darstellen, bleibt dabei offen. Diese neue Variante defizitärer Betrachtung will den Menschen dagegen als Problem einschätzen: er kann sich nur bedingt oder gar nicht selbst helfen (siehe oben zur Selbständigkeit) und ist auf Unterstützung angewiesen. Der Begriff des individuellen Bedarfs ist fallen gelassen. Eine Assistenzplanung, die auf dem Konzept „funktionaler Gesundheit“ aufbaut, wird naheliegender Weise „aufwandsorientiert“ (siehe oben) verfahren.

## Kritik
- Da das Modell der Lebensformen sich in der deskriptiven Unterscheidung der Lebensformen an Jean Piaget anlehnt (genauer: an die „sensomotorische Entwicklung“), steht die Kritik an Piagets Ergebnissen auch hier zur Diskussion: insbesondere die fehlende Repräsentativität seiner Stichprobe im Sinne quantitativer empirischer Sozialforschung (Piaget hat seine eigenen Kinder beobachtet), die Einteilung der Entwicklung in Stufen und die Theorie der „Äquilibration“ (Gleichgewicht von Assimilation und Akkommodation) als Erklärung des Entwicklungsverlaufs. Piaget ging es um die Beobachtung kindlicher Intelligenzentwicklung und um die qualitative Unterscheidung der Phänomene im Entwicklungsverlauf (siehe z. B.[79]): um eine „Entwicklungslogik“. Dieses Ziel hat er mit Mitteln einer – wie man heute sagen würde – „qualitativen Sozialforschung“ verfolgt. Vom Standpunkt einer Entwicklungslogik aus wäre es unsinnig aber auch überflüssig, den „Stufen“ der Entwicklung ein festes Nacheinander oder gar einen festen Altersverlauf zuzuschreiben und empirisch nachzuweisen – und Entwicklungsnormen aufzustellen zur Beurteilung „altersgemäßer“ Entwicklung (vgl.[80]). Haisch teilt mit dem „Modell der Lebensformen“ das Interesse an einer „Logik“ der Entwicklung und Förderung und nimmt die deskriptive Unterscheidung der Phänomene auf, wie sie Piaget vorgelegt hat. Allerdings geht Haischs Interesse der Bedarfsanalyse weit über den reinen Entwicklungsaspekt der Intelligenz hinaus: er untersucht die Phänomene der Entwicklung als – für das weitere Leben, für das Lernen und für den gesamten Umfang der Lebensführung – „bleibende Errungenschaft“. Z. B. erscheint die „Primäre Kreisreaktion“ nach Piaget („Bewegen, um sich zu bewegen“) als bleibende Errungenschaft in Gymnastik, Rhythmik und Sport. Die an die biologische Evolutionslehre angelehnte Theorie der Äquilibration hat Haisch vollständig fallen lassen und ersetzt durch die systematische Begründung der Phänomene aus der „Einheit der individuellen Lebensführung“ (siehe oben: „Modell der Lebensformen“).
- Das GBM-Verfahren entfaltet seine volle Wirkung, wenn die Kostenträger das umfassende Konzept akzeptieren und bereit sind, danach abzurechnen. In Deutschland ist das Verfahren zwar von einzelnen Kostenträgern akzeptiert, die breite Anerkennung hat es bisher jedoch nicht erreicht.[81] Allerdings ist die theoretische und methodische Umsetzung des Konzepts auch schon in seinen Teilen, z. B. in der Förderplanung ein großer Gewinn,[82] da das Konzept den Bedarfsbegriff ins Zentrum stellt und eine gemeinsame Sprache bzw. ein gemeinsames Verständnis der grundlegenden Inhalte und Methoden in den Betrieben ermöglicht. Überdies bietet das Verfahren des GBM in seiner Variante POB&A „Schnittstellen“ an, die es erlauben, z. B. im Sinn der „Hilfebedarfsgruppen“ oder des „Gesamtplanverfahrens“ ganz den (auch formalen) Ansprüchen des Kostenträgers zu entsprechen.
- Die Sprache des Verfahrens ist erklärungsbedürftig. Begriffe wie „Lebensform“ werden allgemein anders verstanden und der Inhalt für „Gewohnheit“ und „Gestaltung“ grenzt nach Meinung einiger Anwender an eine Neudefinition.[83] Selbst die Bedeutung des Begriffes „Mitteilung“ kann zu Missverständnissen für Fachleute führen, die nach Paul Watzlawicks Kommunikationstheorie davon ausgehen, dass man nicht nicht-kommunizieren kann. Wenn auf Seiten des „Senders“ keine Absicht zu kommunizieren besteht (insbesondere natürlich in autistischen Verhaltensweisen oder im selbstbezogenen Spiel usw.) und sein Verhalten erst vom Assistenten/Betreuer als Kommunikation interpretiert werden muss, um einen Mitteilungscharakter zu bekommen, fällt es im GBM nicht primär unter die Lebensform „Mitteilung“ – höchstens auch, denn Matrixempfehlungen bestehen auch für Lebensbereiche, für die „kein Merkmal in diesem Bereich“ im Fragebogen angekreuzt wurde.[81]
- Manche Autoren bemerken eine gewisse Expertenlastigkeit,[84] die eine permanente Reflexion und einen Schulungsbedarf der Mitarbeiter nach sich ziehe.[83] Dies betreffe vor allem die Assistenzplanung. Dennoch sind die Leistungsbeschreibungen in der Regel auch von Laien (unausgebildeten Hilfskräften, Ehrenamtlichen, Bufdis oder FSJs) verständlich und umsetzbar. Eine eigenständige Qualifikation der Basismitarbeiter und die allgemeine Verpflichtung aller Beteiligten, ihr Vorgehen besonders gegenüber dem hilfebedürftigen Menschen zu begründen, gehört allerdings zu den wesentlichen Eigenschaften dieses Verfahrens. Dies zielt vor allem auf die Autonomie der meist abhängigen hilfebedürftigen Personen. Diese Qualifikation entscheidet aber auch über die Fähigkeit der Mitarbeiter die arbeitsorganisatorische Planung des Betriebs bzw. Hilfesystems – der Individualität der Situation und der Individualität der Person angemessen – in Assistenzplänen operativ umzusetzen. Anderen Bedarfserhebungs- oder Qualitätsmanagement-Verfahren, denen eine sozialwissenschaftliche Theorie fehlt, auf der die inhaltliche (pädagogischen) Betreuungsarbeit fußt, sodass man sich bei diesen gar nicht damit auseinandersetzen muss, kann der Vorwurf der Expertenlastigkeit nicht gemacht werden.
- Viele Qualitätsmanagement-Verfahren stehen unter dem Verdacht, sich eher mit sich selbst zu beschäftigen und den Bürokratismus zu verstärken. Die ständige Durchführung einer „Null-Punkt-Planung“ sichert zwar die Bedarfsorientierung, ist manchen Mitarbeitern aber schwer zu vermitteln. Die Einführung des GBM kann daher Widerstände in der Mitarbeiterschaft hervorrufen.[85]
- Als allgemeines Raster wird das Verfahren von manchen Mitarbeitern professioneller Dienste betrachtet, unter dem der Mensch gesehen werden soll, was der menschlichen Individualität grundlegend widerspreche. Auch der Versuch der Individualisierung der Assistenzplanung auf operativer Ebene ändert für sie daran nichts. Dabei wird übersehen, dass es sich auch um ein Bedarfserhebungsverfahren handelt: Nachvollziehbarkeit und Verallgemeinerbarkeit, die von Kostenträgern gefordert werden (z. B. durch die Bildung von Hilfebedarfsgruppen), ebenso wie die Notwendigkeit Entgelte vorausschauend zu berechnen (siehe die „Matrix des individuellen Betreuungsbedarfs“) wird nicht ohne Typisierung von Merkmalen und Leistungen auskommen. Die Alternative wäre die vollständige Abhängigkeit des bedürftigen Menschen von der Subjektivität eines Einzelnen, der über die Zuweisung von Ressourcen im Sinn eines Verwaltungsaktes entscheidet.